# Chiesa di San Pietro (Camporosso)
La chiesa di San Pietro è un luogo di culto cattolico situato nel comune di Camporosso, in corso Italia, in provincia di Imperia. L'edificio è situato all'interno del cimitero comunale.

## Storia e descrizione
Risalente all'XI secolo, adiacente al cimitero, è una struttura in stile romanico a una sola navata con abside semicirolare.
L'edificio fu in seguito ampliato aggiungendo una nuova navata laterale. Recentemente durante un restauro è stato riportato alla luce l'antica struttura della chiesa risalente all'Alto Medioevo.
Il campanile costruito a pianta quadrata e bifore fu danneggiato da un terremoto nel 1227. Racchiude al suo interno porzioni di affreschi del XV secolo.